# Strada provinciale 53 Bivio Selice-Mordano
La strada provinciale 53 Bivio Selice-Mordano è una strada provinciale italiana della città metropolitana di Bologna.

## Percorso
Comincia a Fluno, in comune di Imola, all'intersezione con l'ex SS 610 Selice o Montanara Imolese, ma entra subito in quello di Mordano. Serve le frazioni di Budano, Budanello e Sganga, quindi termina a Mordano, all'incrocio con la SP 54 Lughese, dove viene continuata dalla SP 32.